# 로버트 프란시스

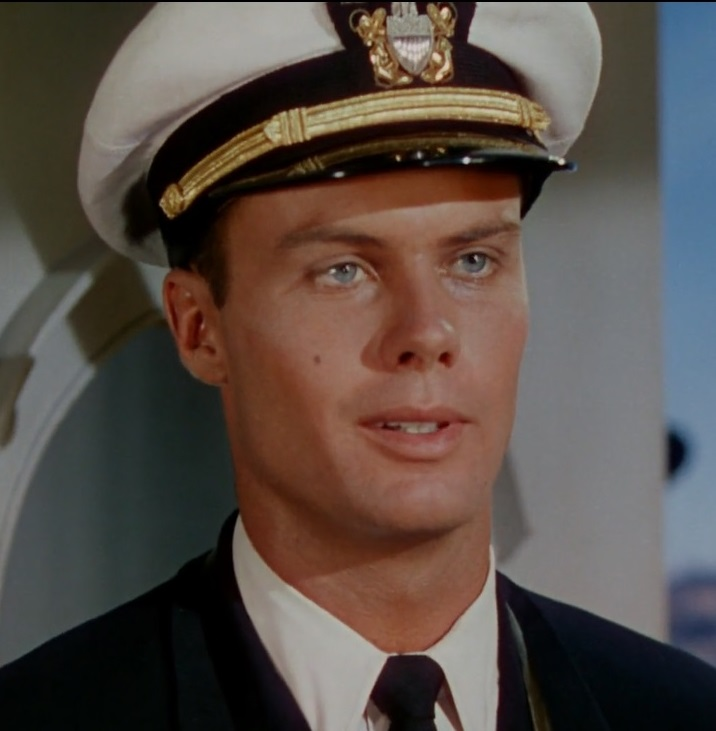

로버트 프란시스(Robert Francis, 1930년 2월 26일 ~ 1955년 7월 31일)는 미국의 배우, 영상 편집자, 영화배우이다.
글렌데일에서 태어났으며 버뱅크에서 사망하였다. 포리스트 론 메모리얼 파크에 매장되었다.

## 영화
- 케인호의 반란 (1954년)